# Saint-Aignan-sur-Roë
Saint-Aignan-sur-Roë és un municipi francès situat al departament de Mayenne i a la regió de País del Loira. L'any 2007 tenia 860 habitants.

## Demografia

### Població
El 2007 la població de fet de Saint-Aignan-sur-Roë era de 860 persones. Hi havia 356 famílies de les quals 116 eren unipersonals (52 homes vivint sols i 64 dones vivint soles), 136 parelles sense fills, 92 parelles amb fills i 12 famílies monoparentals amb fills.
La població ha evolucionat segons el següent gràfic:
Habitants censats

### Habitatges
El 2007 hi havia 403 habitatges, 356 eren l'habitatge principal de la família, 24 eren segones residències i 23 estaven desocupats. 372 eren cases i 28 eren apartaments. Dels 356 habitatges principals, 245 estaven ocupats pels seus propietaris, 101 estaven llogats i ocupats pels llogaters i 10 estaven cedits a títol gratuït; 8 tenien una cambra, 13 en tenien dues, 48 en tenien tres, 118 en tenien quatre i 169 en tenien cinc o més. 273 habitatges disposaven pel capbaix d'una plaça de pàrquing. A 180 habitatges hi havia un automòbil i a 125 n'hi havia dos o més.

### Piràmide de població
La piràmide de població per edats i sexe el 2009 era:
| Homes | Edats   | Dones |
| ----- | ------- | ----- |
| 4     | 95 o +  | 0     |
| 0     | 90 a 94 | 8     |
| 8     | 85 a 89 | 16    |
| 0     | 80 a 84 | 12    |
| 16    | 75 a 79 | 32    |
| 32    | 70 a 74 | 32    |
| 40    | 65 a 69 | 44    |
| 8     | 60 a 64 | 20    |
| 12    | 55 a 59 | 16    |
| 8     | 50 a 54 | 24    |
| 20    | 45 a 49 | 20    |
| 44    | 40 a 44 | 36    |
| 44    | 35 a 39 | 36    |
| 16    | 30 a 34 | 20    |
| 24    | 25 a 29 | 36    |
| 24    | 20 a 24 | 20    |
| 36    | 15 a 19 | 36    |
| 32    | 10 a 14 | 28    |
| 52    | 5 a 9   | 16    |
| 24    | 0 a 4   | 24    |

## Economia
El 2007 la població en edat de treballar era de 470 persones, 356 eren actives i 114 eren inactives. De les 356 persones actives 337 estaven ocupades (187 homes i 150 dones) i 19 estaven aturades (6 homes i 13 dones). De les 114 persones inactives 40 estaven jubilades, 33 estaven estudiant i 41 estaven classificades com a «altres inactius».

### Ingressos
El 2009 a Saint-Aignan-sur-Roë hi havia 360 unitats fiscals que integraven 818 persones, la mediana anual d'ingressos fiscals per persona era de 15.652 €.

### Activitats econòmiques
Dels 42 establiments que hi havia el 2007, 1 era d'una empresa extractiva, 2 d'empreses alimentàries, 1 d'una empresa de fabricació de material elèctric, 1 d'una empresa de fabricació d'altres productes industrials, 6 d'empreses de construcció, 12 d'empreses de comerç i reparació d'automòbils, 3 d'empreses de transport, 2 d'empreses d'hostatgeria i restauració, 2 d'empreses financeres, 6 d'empreses de serveis, 4 d'entitats de l'administració pública i 2 d'empreses classificades com a «altres activitats de serveis».
Dels 17 establiments de servei als particulars que hi havia el 2009, 1 era una oficina d'administració d'Hisenda pública, 1 gendarmeria, 1 oficina de correu, 2 oficines bancàries, 2 tallers de reparació d'automòbils i de material agrícola, 1 paleta, 3 fusteries, 1 lampisteria, 1 electricista, 1 perruqueria, 2 veterinaris i 1 restaurant.
Dels 4 establiments comercials que hi havia el 2009, 1 era una botiga de més de 120 m², 1 una fleca, 1 un drogueria i 1 una perfumeria.
L'any 2000 a Saint-Aignan-sur-Roë hi havia 38 explotacions agrícoles que ocupaven un total de 1.225 hectàrees.

## Equipaments sanitaris i escolars
El 2009 hi havia 1 centre de salut, 1 farmàcia i 2 ambulàncies.
El 2009 hi havia 2 escoles elementals.

## Poblacions més properes
El següent diagrama mostra les poblacions més properes.